# Mekar Jaya (Pemulutan)
Mekar Jaya is een bestuurslaag in het regentschap Ogan Ilir van de provincie Zuid-Sumatra, Indonesië. Mekar Jaya telt 1043 inwoners (volkstelling 2010).